# ヨハンナ・フランツィスカ・フォン・ホーエンツォレルン＝ジグマリンゲン
ヨハンナ・フランツィスカ・フィデリス・アントイネッテ・モニーカ・ホーエンツォレルン＝ジグマリンゲン（Johanna Franziska Fidelis Antoinette Monika von Hohenzollern-Sigmaringen, 1765年5月5日 - 1790年8月23日）は、ドイツの小諸侯ホーエンツォレルン＝ジグマリンゲン家の侯女。ザルム＝キルブルク侯フリードリヒ3世の妻。

## 生涯
ホーエンツォレルン＝ジグマリンゲン侯カール・フリードリヒとその妻のベルク＝スへーレンベルク女伯ヨハンナの間に生まれる。1781年11月29日、ストラスブールでザルム＝キルブルク侯フリードリヒ3世と結婚。ヨハンナの兄アントン・アロイスとフリードリヒの妹アメリーとの結婚も同時に行われており、両家を結びつける二重の縁組であった。
経済的な苦境にあったフリードリヒは、妻の莫大な持参金を得てザルム＝キルブルク侯家の財政状況を立て直した。さらに1782年より妻の持参金を使ってパリに私邸オテル・ド・サルムを建造、侯爵夫妻はフランス大革命直前のパリでフランスの上流貴族たちとの交遊に勤しんだ。
1790年25歳の若さで死去、遺骸はキルン教会に埋葬された。

## 子女
夫との間に4人の子があったが、成育したのは1人だけである。
- フィリッピーネ・フリーデリケ・ヴィルヘルミーネ（1783年 - 1786年）
- フリードリヒ・ハインリヒ・オットー（1785年 - 1786年）
- フリードリヒ・エマヌエル・オットー・ルートヴィヒ・フィリップ・コンラート（1786年）
- フリードリヒ・エルンスト・オットー・フィリップ・アントン・フルニベルト（1789年 - 1859年） - ザルム＝キルブルク侯